# Pheidole angusta
Pheidole angusta är en myrart som beskrevs av Auguste-Henri Forel 1908. Pheidole angusta ingår i släktet Pheidole och familjen myror.

## Underarter
Arten delas in i följande underarter:
- P. a. angusta
- P. a. idulis